# Malyj Kemčug
Il Malyj Kemčug (in russo Малый Кемчуг?) è un fiume dell'Estremo Oriente della Russia, tributario di destra del Kemčug. Scorre nel Territorio di Krasnojarsk.
Il fiume ha origine vicino al percorso della Ferrovia Transiberiana e non lontano dalla sorgente del Bol'šoj Kemčug. La sua lunghezza è di 138 km; il bacino del fiume è di 2 480 km². Sfocia nel Kemčug a 174 km dalla foce. Il fiume scorre in direzione nord-orientale per tutto l'alto corso, poi gira a nord-nord-ovest e a nord-ovest nel basso corso.